# 왕과 비
《왕과 비(王과 妃)》는 1998년 6월 6일부터 2000년 3월 26일까지 방송되었던 KBS 1TV 대하드라마다.

## 방송 시간
| 방송 채널 | 방송 기간                           | 방송 시간                                                     |
| --------- | ----------------------------------- | ------------------------------------------------------------- |
| KBS 1TV   | 1998년 6월 6일 ~ 1999년 12월 12일   | 매주 주말 밤 9시 45분 ~ 10시 35분                             |
| KBS 1TV   | 2000년 1월 1일 ~ 2000년 1월 2일     | 매주 주말 밤 9시 45분 ~ 10시 35분                             |
| KBS 1TV   | 1999년 12월 18일 ~ 1999년 12월 19일 | 토요일 밤 9시 45분 ~ 10시 35분 일요일 밤 9시 40분 ~ 10시 30분 |
| KBS 1TV   | 1999년 12월 25일 ~ 1999년 12월 26일 | 매주 주말 밤 9시 50분 ~ 10시 40분                             |
| KBS 1TV   | 2000년 1월 15일 ~ 2000년 3월 26일   | 매주 주말 밤 9시 50분 ~ 10시 40분                             |
| KBS 1TV   | 2000년 1월 8일 ~ 2000년 1월 9일     | 토요일 밤 9시 45분 ~ 10시 35분 일요일 밤 9시 50분 ~ 10시 40분 |

## 제작진
- 연출 : 김종선, 김용수 → 윤용훈, 윤창범
- 극본 : 정하연
- 해설 : 이강식
- 미술 : 김학권
- 카메라 : 송재기
- 촬영 : 최용균
- 조명 : 김광수
- 작곡 : 임택수
- 편집 : 민병호
- 전각 : 정병례

## 등장 인물

### 왕과 왕실
국왕
- 송재호 : 세종 역 (특별출연[1])
- 전무송 : 문종 역 (특별출연)
- 정태우 : 단종 역
- 임동진 : 세조(수양대군) 역
- 이광기 : 덕종(의경세자) 역[2]
- 이영호 : 예종
- 이진우 : 성종 역(아역 김민우)
- 안재모 : 연산군 역(아역 김학준)
- 최우혁 : 중종 역

왕비
- 한혜숙 : 세조 비 정희왕후 윤씨(자성대왕대비) 역
- 채시라 : 덕종 비 소혜왕후 한씨(인수대비) 역
- 김민정 : 단종 비 정순왕후 송씨 역
- 김성령 : 성종 비 폐비 윤씨 역
- 윤지숙 : 성종 비 정현왕후 윤씨(자순대비) 역
- 경인선 : 예종 비 안순왕후 한씨 역(아역 신지애)
- 신지수 : 성종 비 공혜왕후 한씨 역
- 이시내 : 연산군 비 폐비 신씨 역
- 김정은 : 경혜공주 역

종실
- 신구 : 태종의 장남 양녕대군 역
- 김인태 : 태종의 차남 효령대군 역
- 정성모 : 세종의 3남 안평대군 역
- 전병옥 : 세종의 4남 임영대군 역
- 이재식 : 임영대군의 차남 귀성군 역
- 원석연 : 세종의 6남 금성대군 역
- 김성수 : 세종의 8남 영응대군 역
- 이성용 : 세종의 서차남 계양군 역
- 김경응 : 세종의 서8남 영풍군 역
- 송호섭 : 덕종의 장남 월산대군 (아역 이인) 역
- 박찬환 : 예종의 장남[3] 제안대군 역

종실의 부인들
- 권기선 : 계양군부인 한씨(인수대비의 둘째 언니) 역
- 이덕희 : 월산대군부인 박씨 역

후궁
- 김혜리 : 세종의 후궁 혜빈 양씨 역
- 장서희 : 문종의 후궁 숙빈 홍씨 역
- 김정난 : 성종의 후궁 귀인 정씨 역
- 윤유선 : 성종의 후궁 귀인 엄씨 역
- 이현경 : 성종의 후궁 숙의 하씨 역
- 이혜련 : 연산군의 후궁 장녹수(숙용 장씨) 역
- 최강희 : 연산군의 후궁 수근비 역

### 대신들
- 조경환 : 절재 김종서 역
- 최종원 : 압구정 한명회 역
- 이정길 : 보한재 신숙주 역
- 김갑수 : 소한당 권람 역
- 김형일 : 영해 홍윤성 역
- 이신재 : 지봉 황보인 역
- 박웅 : 학역재 정인지 역
- 김주영 : 돈암 민신 역
- 남일우 : 간이재 한확(인수대비의 아버지) 역
- 안대용 : 정창손 역
- 유병준 : 태허정 최항 역
- 박영목 : 강맹경 역
- 장칠군 : 강구손 역
- 김기섭 : 존양재 이계전 역
- 변희봉 : 이극돈 역
- 이계영 : 이극증 역
- 서학 : 만절당 박원형 역
- 이대로 : 구치관 역
- 나성균 : 나부 황수신 역
- 박진성 : 매죽헌 성삼문 역
- 김성겸 : 적곡 성승 역
- 김하균 : 취금헌 박팽년 역
- 하대경 : 묵재 박중손 역
- 김종결 : 한치형(인수대비의 사촌오빠) 역
- 이원희 : 신면 역
- 최병학 : 윤필상(정현왕후의 육촌오빠) 역
- 허기호 : 허침 역 / 한계순 역 / 성봉조 역
- 박경득 : 조극관 역
- 손호균 : 양정 역
- 기정수 : 홍달손 역
- 박영지 : 성준 역
- 맹호림 : 이사철 역
- 윤덕용 : 홍귀달 역
- 민욱 : 성현 역
- 이한승 : 심회 역
- 민지환 : 노포당 류순 역
- 양재원 : 류수 역
- 박칠용 : 보진재 노사신 역 / 권준 역
- 홍성민 : 이현로 역
- 정의갑 : 남이 역
- 오영갑 : 강순 역
- 이치우 : 윤사흔 역
- 장기용 : 낭간 류성원 역 / 허백당 정난종 역
- 차기환 : 단계 하위지 역
- 이동신 : 백옥헌 이개 역
- 이경영 : 권자신 역 / 탁영 김일손 역
- 이일웅 : 서석 김국광 역
- 이도련 : 청단 현석규 역
- 송재호 : 휴휴당 홍응 역 (1인 2역)
- 김영기 : 한원 이세좌 역
- 임혁 : 임사홍 역
- 임병기 : 유자광 역
- 현석 : 사지당 신승선 역
- 최상훈 : 소한당 신수근(폐비 신씨의 오빠) 역
- 오성열 : 박영문 역
- 방형주 : 장정 역
- 이승찬 : 유순정 역
- 이준우 : 인재 성희안 역
- 차광수 : 박원종 역
- 김경하 : 쌍곡 김질 역
- 전현 : 영양위 정종 역
- 김봉근 : 서천 어세겸 역 / 일영 허후 역
- 안병경 : 지족 조지서 역
- 강태기 : 병암 김응기 역
- 양재성 : 일재 김감 역
- 이종만 : 괴애 김수온 역
- 윤관용 : 나재 채수 역
- 이한위 : 학고 이장곤 역
- 박용식 : 사숙재 강희맹 역
- 박철호 : 상우당 허종 역
- 남영진 : 일재 성임 역
- 신종섭(~134회) / 오승명(134회~) : 사우당 임원준 역
- 서상익 : 지지당 이명민 역
- 송용태 : 원봉 이징옥 역
- 채국희 : 진녀 역
- 유종근 : 이시애 역
- 이기철 : 이시합 역

### 환관들
- 김병기 : 내관 엄자치 역
- 김진태 : 내관 전균 역
- 황범식 : 내관 김연 역
- 이두섭 : 내관 홍득경 역
- 강신조 : 내관 역
- 김성환 : 내관 김처선 역
- 안성민 : 내관 김자원 역

### 상궁들
- 박주아 : 단종과 정순왕후의 상궁 역
- 서승현 : 자성대왕대비전, 인수대비전의 상궁 역
- 김보미 : 인수대비전의 상궁
- 장희진 : 홍귀인·혜빈·세조·정희왕후·성종·윤비의 상궁 역

### 기타
- 김서라 : 황려부부인 민씨(한명회의 정실부인) 역
- 이지은 : 한명회의 소실 향이 역
- 김성수 : 한보 역
- 온영삼 : 박호문 역
- 강인기 : 김종서의 아들 김승규 역
- 최명수 : 한명회의 장인 민대생 역
- 김석옥 : 한명회의 장모 허씨 역
- 김성옥 : 송현수(정순왕후 송씨의 아버지) 역
- 이원종 : 곽연성 역
- 한태일 : 엄흥도 역
- 허현호 : 왕방연 역
- 윤관용 : 이행검 역
- 장정국 : 오로재 정종 역
- 이병욱 : 윤구 역
- 백신 : 윤우 역
- 여운계 : 장흥부부인 신씨 역
- 양영준 : 신미대사 역
- 한정국 : 조득림 역
- 전인택 : 임운 역
- 서동수
- 강성연 : 소봄비 역
- 이민우
- 안홍진
- 박철
- 강성진
- 권이지
- 강경헌 : 궁녀 역
- 김애란
- 정요숙
- 노현희 : 김씨부인 역
- 문회원 : 예종 계비 안순왕후의 친정아버지 청천부원군 한백륜 역
- 구자미
- 강기화
- 김현숙
- 최진홍
- 손종범
- 이칸희
- 이은주
- 하다솜
- 황덕재
- 진운성
- 박종설
- 김주황
- 주효만
- 이정윤
- 김태형
- 박영진
- 김효원

### 명나라 인물
- 진봉진 : 명나라 사신 고부 역

## 수상 경력

### 1998년
- 1998년 KBS 연기대상 남자 최우수연기상 임동진
- 1998년 KBS 연기대상 여자 최우수연기상 채시라
- 1998년 KBS 연기대상 남자 아역상 정태우
- 1998년 KBS 연기대상 여자 아역상 김민정

### 1999년
- 1999년 KBS 연기대상 대상 채시라
- 1999년 KBS 연기대상 여자 우수연기상 김성령
- 1999년 KBS 연기대상 남자 조연상 최종원
- 1999년 KBS 연기대상 작가상 정하연

## 연장 사유
- 당초 1999년 12월 말에 종영할 예정이었지만, 후속작인 <태조 왕건>의 담당 PD로 내정된 김재형에 대한 검찰 수사로 인해 촬영에 차질을 빚게 되자 2000년 3월 막을 내렸다.[4]
- 중종반정까지 다루는 한편 조선 성종 등극 후, 성종의 어머니 인수대비의 정치적 야망을 이루는 이야기까지 그릴 예정이었으나, 연장 때문에 극중 이야기가 길어져 연산군 시대까지 다루게 되었다.[5]

## 참고 사항
- 처음에는 <바람의 생애>였으나 일본 NHK 대하사극 꽃의 생애와 흡사한 데 이어 협객물의 인상이 풍긴다는 이유로 <왕조의 계단>이라는 제목이 거론되었으나, 추상적이란 이유로 탈락하여 우여곡절 끝에 <왕과 비>로 낙점됐다.[6]
- 전작 <용의 눈물> 시그널 음악을 그대로 차용하였으며, 같은 연기자들을 전작에 이어 다른 인물로 캐스팅하였다.[7]
- 초반에는 시청률이 10%대로 부진했으나 중후반부에 점점 올라가 최고시청률 44.3%를 기록했다.
- 망나니가 목을 베는 것을 방영하면서 머리가 동강나 거꾸로 떨어지는 장면을 내보냈다는 이유로 방송위원회에서 "주의"를 받은 바 있었다.[8]
- 왕비와 후궁들 사이의 갈등-시기-암투-장면을 장시간 내보내 한국여성단체연합이 선정한 '99년 평등방송 걸림돌'에 선정되는 불명예를 안았다.[9]
- 역사평론가 이덕일이 월간 신동아 2월호에 <시청률 위한 역사 왜곡 드라마 안돼-KBS "왕과 비'는 걷어치워라'>는 평론을 싣자 이 과정에서 KBS 측은 집필자 정하연 작가 이름으로 신동아를 언론중재위원회에 제소하는 한편 정정보도를 요구했다.[10]
- 막판 채시라(인수대비 역)와 그 손자 연산군(안재모 분)의 정권 다툼이 '패륜'으로 치달을 만큼 지나치다는 지적을 샀다.[11]

## 같이 보기
- 《용의 눈물》- 이 드라마의 전작이며, 오프닝 음악 등이 같다.
- 《인수대비》- 이 드라마와 작가가 같으며, 같은 시대를 배경으로 하고 있다. 또한 주인공 인수대비 역할의 채시라는 두 드라마에서 같은 역할을 연기하였다.